# Maja Zebić
Maja Zebić (født 31. maj 1982 i Split) er en håndboldspiller fra Kroatien. Hun spiller på Kroatiens håndboldlandshold og for den tyrkiske klub Yenimahalle Bld. SK
Hun deltog under EM 2014 i Kroatien/Ungarn.